# 畢自嚴
畢自嚴（1569年—1638年），字景曾，号白阳，山東淄川縣（今山东省淄博市周村区王村镇西铺村）人。明朝政治人物，官至戶部尚書。

## 生平
萬曆十六年（1588年）戊子科山東鄉試舉人。萬曆二十年（1592年）壬辰科三甲二十一名進士。都察院觀政，六月授松江府推官，二十六年升任刑部主事，二十八年浙江恤刑，二十九年养病。三十一年補原職，調工部，管軍局，三十二年管盔甲廠，三十四年升郎中，管河南，三十五年升徐淮參議，本年丁憂，三十八年補山西參議，四十年升本省副使，四十二年加升參政，本年患病。四十四年起陕西參政，四十七年升靖边道按察使，加升右布政使，四十八年升太僕寺卿，管少卿事，提督京營，天啓元年（1621年）升右僉都御史、巡撫天津，二年升户部右侍郎兼都察院僉都御史、督理遼東，三年加升户部左侍郎、右都御史，五年升南京都察院右都御史，六年升南京户部尚書，本年养病。
崇祯初年起任户部尚书，掌管全国财政。崇祯二年冬，後金軍入關，京师戒严，袁崇煥的關寧大軍與大同總兵滿桂及宣府總兵侯世祿陸續抵達京城，“兵以十四、五萬計，馬以四、五萬計，所費金錢日以萬餘計。”崇禎帝一日一夜數十道圣旨下達，畢自严“奏答无滞，不敢安竅，头目臃腫。”事後加太子少保。崇禎六年（1633年），华亭（今上海吳淞江）知县鄭友玄通过考选升任为御史，任命已下，崇禎帝發現郑友玄钱粮未繳完，仍得以参与考选，於是畢自嚴入獄，熊开元、郑友玄俱谪，經御史李右谠、给事中吴甘来等人營救，以原官放歸。崇禎十一年卒，享年七十歲。

## 著作
著有《度支奏議》、《石隐园藏稿》等。

## 遺跡
今有毕自严故居位于山东省淄博市周村区王村镇西铺村。

## 家族
曾祖父畢恪；祖父畢忠臣；父親畢木。有子畢際有，曾为蒲松龄东家，蒲松龄在毕家坐馆，设帐于绰然堂，在此教书、著书三十餘年。

## 延伸阅读
[在维基数据编辑]
 《明史卷二百五十六》，出自《明史》